# Vasile Firea
Vasile Firea (ur. 21 sierpnia 1908 w Mărgineni, zm. w 1991) – rumuński lekkoatleta, chodziarz. Uczestnik Igrzysk Olimpijskich w 1936 w Berlinie. Na igrzyskach olimpijskich zajął w chodzie na 50 kilometrów 20. miejsce z wynikiem 5:09:39,0, co było jego rekordem życiowym. Podczas mistrzostw Europy w 1938 roku zajął 9. miejsce na tym dystansie z czasem 5:22:31.